# Levizonus malewitschi
Levizonus malewitschi är en mångfotingart som beskrevs av Loksina och Sergei I. Golovatch 1977. Levizonus malewitschi ingår i släktet Levizonus och familjen Xystodesmidae. Inga underarter finns listade i Catalogue of Life.